# Garibaldi's intocht in Napels

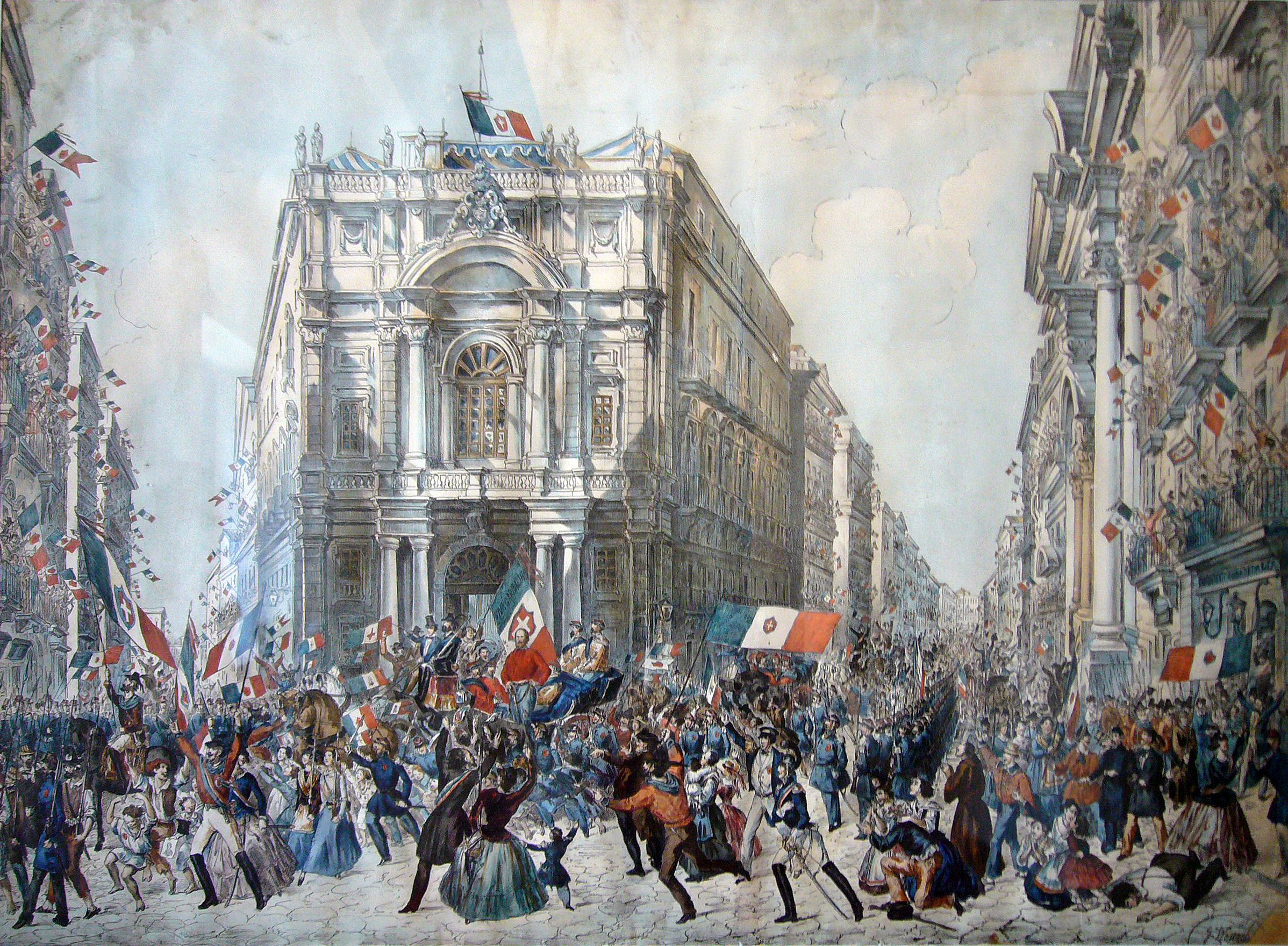
Garibaldi roept in Napels het einde van het Koninkrijk der Beide Siciliën uit. Schilderij van Franz Wenzel Schwarz

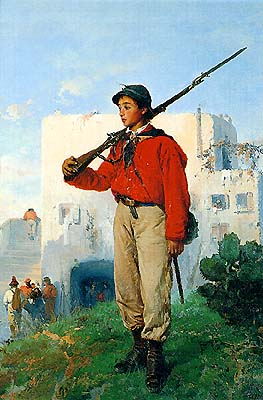
Roodhemd onder bevel van Garibaldi

Garibaldi’s intocht in Napels vond plaats op 7 september 1860. Het is een episode in de eenmaking van Italië. De eenmaking van Italië wordt de Risorgimento genoemd. Giuseppe Garibaldi en zijn Roodhemden trokken vanuit het zuiden op naar Rome als een bevrijdingsleger. Napels was de hoofdstad van het koninkrijk der Beide Siciliën, dat in oppervlakte het grootste land van Italië was. In Napels riep Garibaldi het einde van het koninkrijk der Beide Siciliën uit en de aanhechting aan het Huis Savoye. Het Huis Savoye van het koninkrijk Piëmont-Sardinië was de motor achter de eenmaking van Italië.
Garibaldi’s intocht betekende het politieke einde van de Beide Siciliën. Het militaire einde viel enkele maanden later in Gaeta (1861).

## Historiek

### De dag ervoor
De dag voor Garibaldi’s intocht vluchtte de koninklijke familie Bourbon uit Napels. Ze namen de stoomboot Messaggero naar de haven van Gaeta. Naar Gaeta trokken ook de regering en troepen die trouw bleven aan het Huis Bourbon. De Bourbons namen de vlucht om een verwoesting van de hoofdstad van hun koninkrijk te vermijden. Generaal Garibaldi en zijn troepen bevonden zich namelijk op twee dagreizen van Napels, in de stad Salerno. Daar hadden ze een feestelijke intocht gekend. Garibaldi wou bewijzen dat dit zich zou herhalen in de hoofdstad.

### 7 september 1860
Garibaldi en enkele getrouwen namen de trein naar Napels. Een tweede delegatie kwam per koets. Met veel vertraging kwam de trein aan in Napels. Langs het traject Salerno-Napels werd de trein meerdere keren opgehouden door wuivende mensen.
In Napels waren er nog militairen gekazerneerd van het Bourbon-regime. Hun aantal werd tussen 6.000 en 10.000 geschat. De intrede van Garibaldi viel zonder een schot. De Bourbon-troepen gedroegen zich eerder als politiemacht om de mensenmassa in goede banen te leiden. Zij verlieten overigens in de loop van de dag Napels. De ontruiming van het kasteel Sant’Elmo maar ook van andere kazernes, verliep geordend. De voorspelling van Garibaldi kwam uit: met enkele Roodhemden in Napels schaarde het koninkrijk der Beide Siciliën zich enthousiast achter hem en dus achter het grote project tot eenmaking van Italië.
Aan de Foresteria Reale hield Garibaldi een korte toespraak. Hij hekelde er het Bourbon-regime en prees de vrijheid waarvan de Napolitanen mochten genieten. Er volgde een Te Deum in de kathedraal van Napels. Vervolgens trok hij naar het Palazzo Doria d’Angri. Alvorens Garibaldi daar het toegestroomde volk toesprak, hield Giuseppe Mazzini hem tegen. Mazzini was een voormalige politieke mentor van Garibaldi. Hij verzocht Garibaldi om het koninkrijk Italië onder het Huis Savoye de rug toe te keren en in de plaats de Republiek Italië uit te roepen. Garibaldi weigerde. Vanop de eerste verdieping van het Palazzo Doria d’Angri riep hij het einde uit van het koninkrijk der Beide Siciliën; hij prees de rol van het Huis Savoye achter de eenmaking. Tevens beloofde hij snel over te gaan tot politieke actie. Dat de Beide Siciliën overliepen naar het Huis Savoye werd ook de piemontesizzazione van de eenmaking van Italië genoemd. Het Huis Savoye was immers afkomstig uit Piemont in het noorden van Italië. Het volk dat rondom het Palazzo Doria d’Angri stond, juichte Garibaldi toe.
De Camorra stond achter de eenmaking van Italië en achter Garibaldi. Alle wijkbazen van de Camorra organiseerden de praktische ordehandhaving tijdens de feestelijke dag van 7 september 1860. 
’s Avonds trok Garibaldi naar het koninklijk paleis van de Bourbon-koningen. Groepen Napolitanen waren de hele dag lang door het paleis getrokken. Garibaldi bracht er de nacht door.

### De dag erna
De dag nadien begonnen Garibaldi en zijn commandanten met de politieke organisatie in Napels. Een nieuwe (tijdelijke) regering trad aan. Hun eerste daad was de grote zeevloot van de Beide Siciliën over te dragen aan het Huis Savoye. Liborio Romano, hoofd van de Camorra, was lid van de nieuwe regering. Romano werd verantwoordelijk voor de stadsmilities.

## Schilderij
Franz Wenzel Schwarz (1842-1919) vereeuwigde op een aquarel de feestelijke intocht van Garibaldi in Napels. De scène speelt zich af aan het Palazzo Doria d’Angri, waar Garibaldi op het balkon van de eerste verdieping de bevolking toesprak. Het paleis bevond zich destijds aan het Piazza Spirito Santo. Het plein werd hernoemd naar dit event en heet Piazza Sette Settembre (Zeven-septemberplein).
Het schilderij bevindt zich in het Museo Civico, gelegen in het Castel Nuovo in Napels.